# Joan Sureda
Joan Sureda Pons (ur. 1949 w Barcelonie) – hiszpański historyk sztuki pochodzący z Katalonii.

## Życiorys
Wykładał historię sztuki na Uniwersytecie Kraju Basków, Uniwersytecie w Sewilli oraz Uniwersytecie Complutense w Madrycie, a obecnie na Uniwersytecie Barcelońskim. Jest członkiem Królewskiej Akademii Sztuk Pięknych św. Ferdynanda w Madrycie oraz Real Academia de Nobles y Bellas Artes de San Luis w Saragossie. Był dyrektorem Museu Nacional d’Art de Catalunya w Barcelonie.
Początkowo interesował się sztuką średniowieczną i jej wpływem na twórczość artystów z początku XX wieku. Szczególną uwagę poświęcił takim artystom jak Leonardo da Vinci, Michał Anioł oraz Francisco Goya. Obecnie jego praca badawcza koncentruje się na nowych metodach analizy sztuki nowoczesnej.

## Publikacje
- „El Romànic Català”, 1975
- „El Gòtic Català I”, 1977
- „La pintura romànica a Catalunya”, 1981
- „La pintura románica en España”, 1981
- „La pintura gòtica catalana del segle XIV”, 1989
- „Los mundos de Goya”, 2008